# 1491
سنة 1491 كانت سنة بسيطة تبدأ يوم السبت (الرابط يظهر نموذج التقويم الكامل للسنة) من التقويم اليولياني.

## مواليد
- جاك كارتييه
- هنري الثامن ملك إنجلترا

## وفيات
- أفونسو، أمير البرتغال
- ابن الأزرق
- جان الثاني، كونت نيفير
- مارتن شونجور فنان ألماني